# Alicja (film 1980)
Alicja – polsko-belgijsko-amerykańsko-brytyjski film muzyczny z 1980 roku, na podstawie Alicji w Krainie Czarów Lewisa Carrolla.
Wykonanie piosenek: Lulu, Gunter Gabriel, Joanna Bartel

## Obsada aktorska
- Sophie Barjac – Alicja
- Jean-Pierre Cassel – Biały Królik
- Susannah York – Królowa Kier
- Paul Nicholas – Kot z Cheshire
- Jack Wild – Żółwiciel
- Dominic Guard – Gryf
- Tracy Hyde – Mona
- Peter Straker – Szalony Kapelusznik
- Marc Seaberg – Marcowy Zając
- Jerzy Moes – bywalec podwórkowy
- Wojciech Brzozowicz – oprowadzający Królika po fabryce telewizorów
- Andrzej Siedlecki – kelner na przyjęciu u królowej
- Henri Seroka – kwiaciarz
- Wiesław Gołas – gangster
- Joanna Bartel – dozorczyni (także wykonanie piosenek)
- Ewa Błaszczyk – gość na przyjęciu